# Prosoplus basiochraceus
Prosoplus basiochraceus là một loài bọ cánh cứng trong họ Cerambycidae.